# Colonna di Costantino

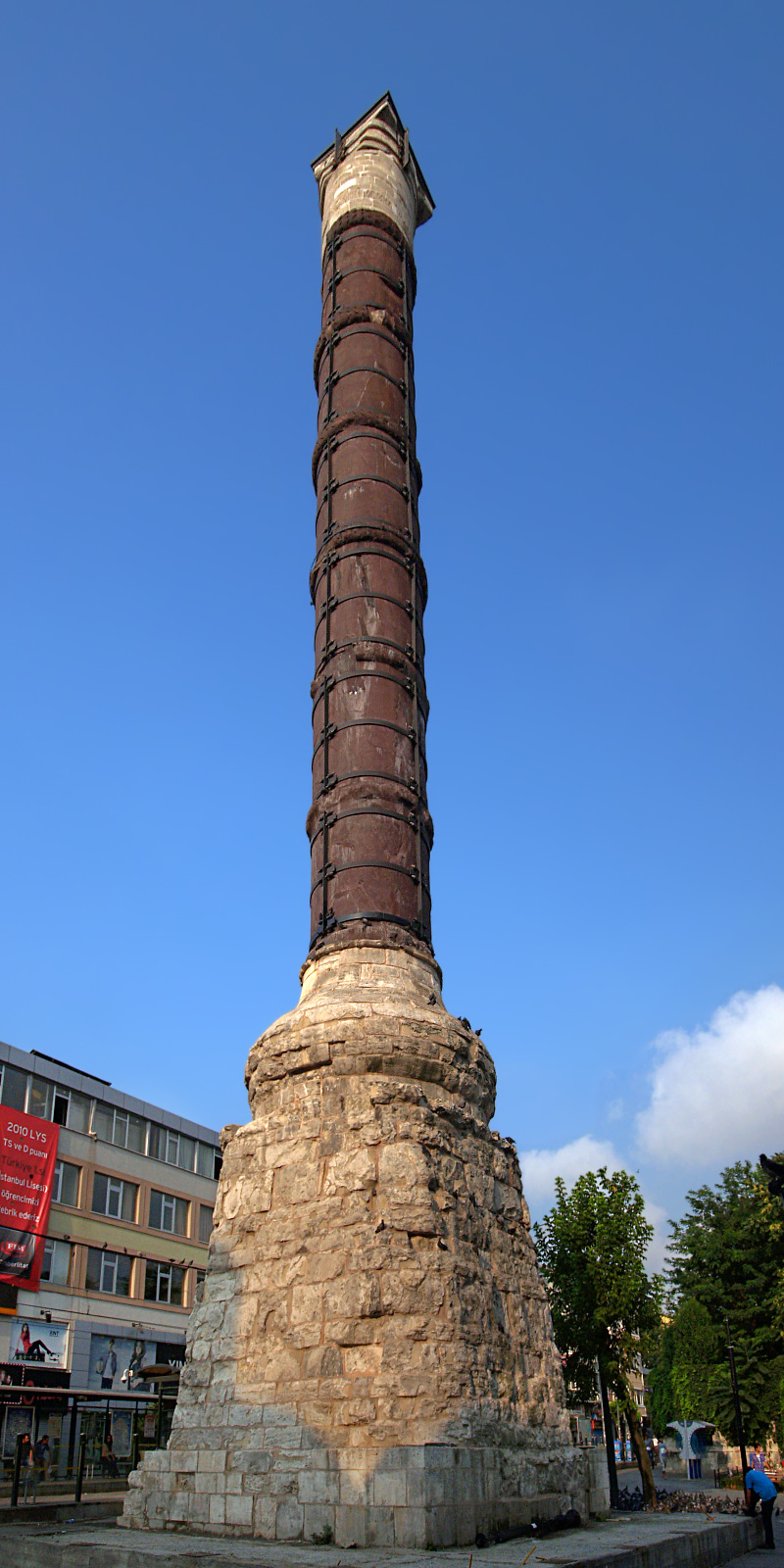
La colonna di Costantino.

La colonna di Costantino (detta la "colonna abbruciata" , in turco Cemberlitaş sütunu) venne eretta nel foro della nuova capitale Costantinopoli voluta dall'imperatore Costantino.

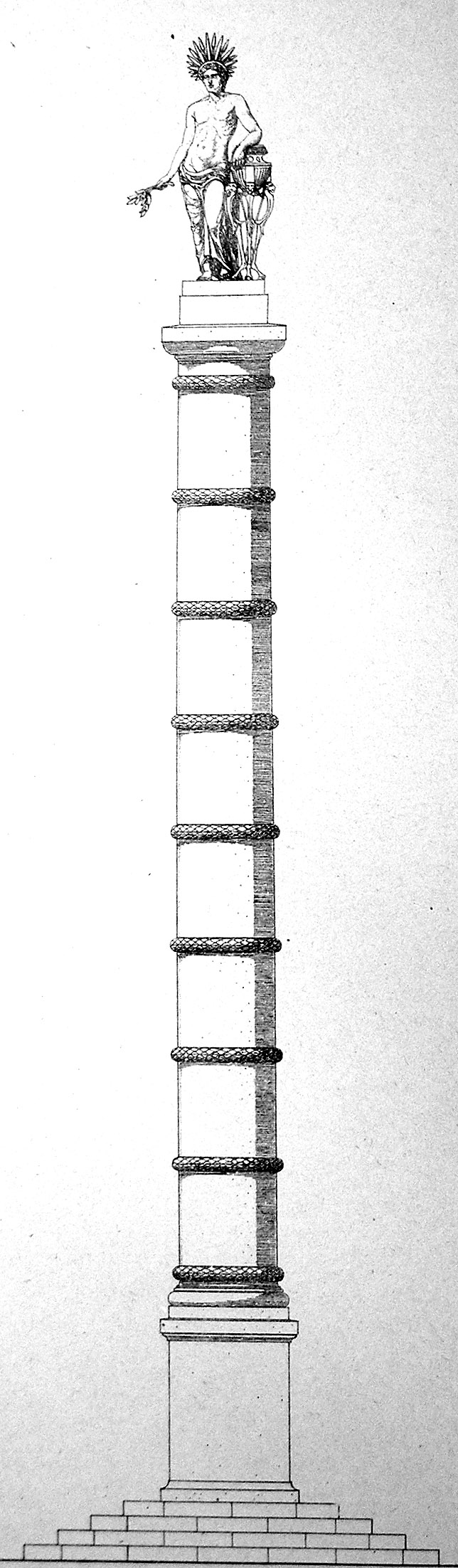
Ricostruzione della colonna di Costantino (Gurlitt, 1912).

## Storia
Si tratta di una colonna composta da sette tamburi di porfido, proveniente da Eliopoli. In origine era sormontata da una statua raffigurante l'imperatore in veste di Helios. Sul globo che teneva nella mano destra era infissa una croce, nella mano sinistra portava una lancia e sulla testa portava una corona a sette raggi, come figura anche nella monetazione dell'imperatore fino al 326. La colonna portava l'iscrizione "Costantino, che splende come il sole"; lo sguardo della statua era rivolto verso il sole nascente.
La colonna era alta 50 metri, oggi per vari motivi lo è solo 35 metri.
La base è in muratura, realizzata nel diciottesimo secolo.
I blocchi di porfido,  intervallati da ghirlande di alloro scolpite, sono stati rinforzati con cerchi di ferro durante il regno di Mustafa II.
Durante il tardo impero una tradizione bizantina affermava che il Palladio, trasferito da Roma a Costantinopoli da Costantino, fosse seppellito sotto questa colonna.

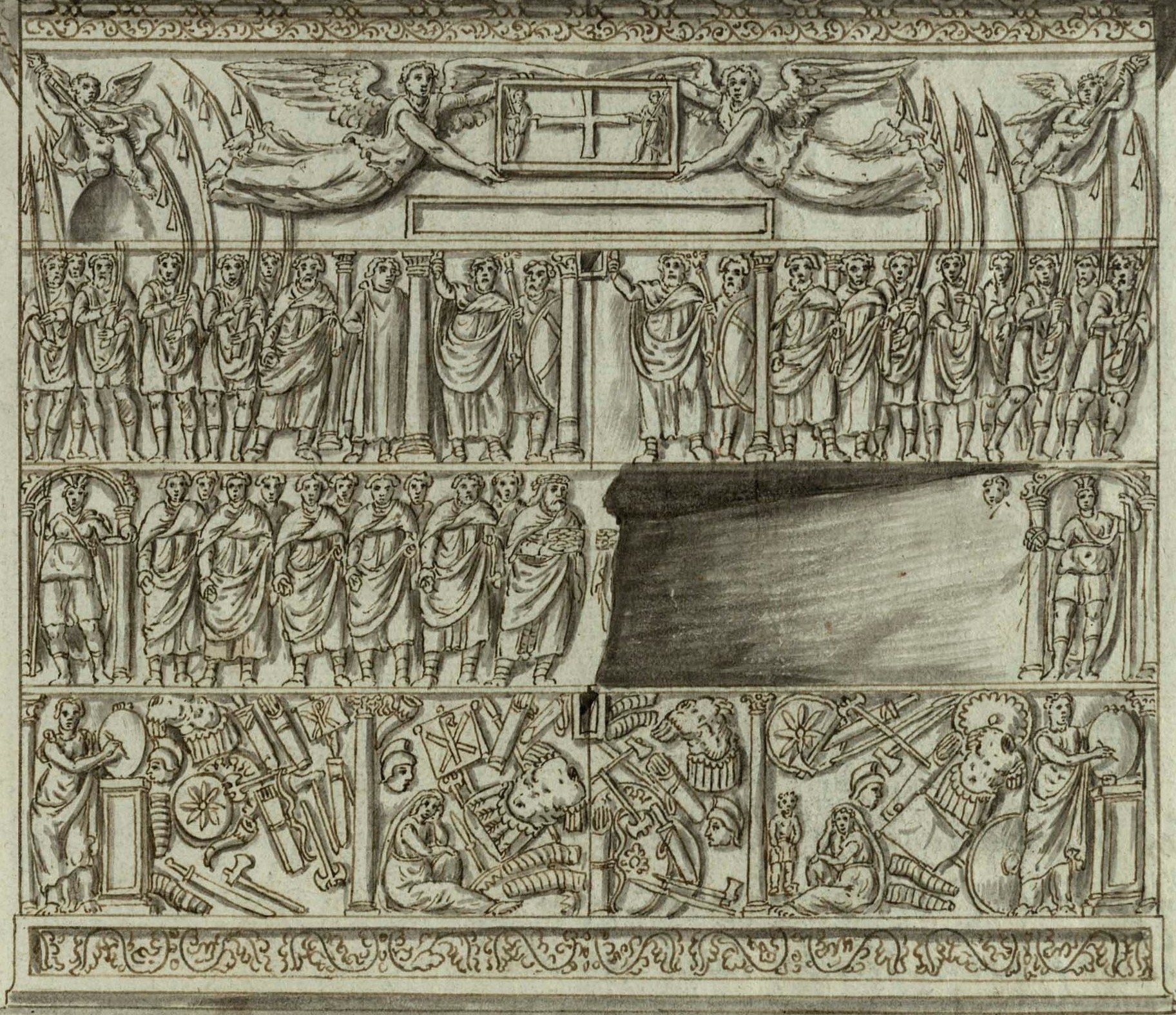
In questo disegno attribuito a Lambert de Vos del 1574 della Colonna di Arcadio, si può vedere a destra il disegno della Statua di Costantino che in origine era posizionata sulla colonna. Costantino regge un globo ed una lancia

Nel 1106 il vento fece cadere la statua. L'imperatore Manuele I ordinò il restauro della colonna facendola sormontare da un blocco recante una croce.
Nel 1453, all'indomani della conquista turca della città, sulla cima della colonna sarebbe stata esposta, per spregio, la testa di Costantino XI.
La colonna subì un incendio nel 1779. Di recente è stato effettuato un restauro della colonna, ora di nuovo visibile al pubblico.